# Iain Turner
Iain Ross Turner ou simplesmente Iain Turner (Stirling, 26 de janeiro de 1984) é um futebolista escocês que joga como goleiro. Atualmente defende o Preston North End da Inglaterra.

## Carreira
Nascido em Stirling, Turner chegou ao Everton depois de ter se destacado com sua equipe local, o Stirling Albion da Escócia, assinando em março de 2003 por valor £50.000. Outras equipes tinha interesse nele antes de ser contratado, incluindo Charlton Athletic e Tottenham Hotspur. Passou um tempo ganhando experiência emprestado ao Chester City (onde ganhou uma medalha na Conferência Nacional em 2004), Doncaster Rovers, Wycombe Wanderers e Crystal Palace.
Turner ficou conhecido no país quando ele foi expulso depois de apenas nove minutos de jogo, durante a sua estreia na Premier League pelo Everton contra o Blackburn Rovers, depois de pegar uma bola recuada de cabeça por um de seus próprios defensores, Alan Stubbs, fora da grande área.
Em fevereiro de 2007, ele assinou um contrato por empréstimo de um mês junto ao Sheffield Wednesday fazendo sua estréia em casa na vitória dos Owls contra o Southend United Football Club, em 24 de fevereiro de 2007. Antes de Turner assinar pelo Sheffield Wednesday, o time não conseguia vencer há nove jogos. Sua chegada ao clube provocou uma reviravolta na forma e ele ajudou-os a evitar a derrota em cada um dos onze jogos em que jogou durante seu período de empréstimo. Em março de 2009, Turner assinou pelo Nottingham Forest por empréstimo até o final da temporada 2008-09. Durante sua passagem pelo Forest, Turner defendeu um pênalti batido por Jamal Campbell-Ryce em um jogo do campeonato entre Forest e Barnsley. Em agosto de 2010 ele assinou um empréstimo de emergência por um mês junto ao Coventry City para substituir Keiren Westwood. Em 09 fevereiro de 2011, Turner assinou pelo Preston North End em um empréstimo de emergência de 93 dias, substituindo Andy Lonergan, o goleiro titular do Preston

### Preston North End
Com Andy Lonergan contratado pelo Leeds United, Turner assinou um contrato de um ano com o Preston North End em 29 de julho de 2011, depois de rejeitar uma nova oferta do Everton. Em 27 de agosto de 2011, Turner marcou seu primeiro gol da carreira aos 41 minutos do segundo tempo, em um jogo do campeonato contra o Notts County, com um chute de sua própria área, que saltou sobre o goleiro adversário, Stuart Nelson. Turner sofreu uma lesão em seu pé em 3 de novembro de 2011.